# كلوستريديوم كزازي الشكل
كلوستريديوم تيتانومورفام أو كلوستريديوم كزازي الشكل (نسبة لشبهها للكلوستريديوم تيتاني (الكزازي)) هو نوع من البكتيريا من فصيلة كلوستريدياسيا.